# Daiaeni
Daiaeni oder Daiēni, Daiani (KURda-ia-ni, mda-ia-ni) war Mitglied eines Bündnisses von Nairi-Stämmen, denen unter anderem die assyrischen Könige Tiglat-pileser I. und Salmanasser III. entgegenstanden.
844 v. Chr. empfing Salmanasser III. auf einem Feldzug gegen Nairi den Tribut von Daiaeni. Es wird in den Annalen zwischen Suhi und dem Van-See erwähnt.
In seinem 15. Regierungsjahr empfing Salmanasser Pferde als Tribut des Reiches Daiaeni, wie auf dem Relief am Tigristunnel (Birkilin Cay) berichtet wird.

## Lokalisierung
Daiaeni wird gewöhnlich als das nordwestlichste der Nairi-Länder angesehen.
Wichtigste Quelle zur Lokalisierung sind das Tonprisma des Tiglat-Pilesar und die Feldzugsberichte Salmanassers. In seinem 15. palu zog Salmanasser:
- zu den Städten von Urartu
- zu den Quellen des Euphrat
- Er empfing den Tribut der Daiaeni
- er errichtete eine Stele in der Königsstadt der  Daiaeni

Daiaeni lag also in der Nähe von Urarṭu, das damals nur das Gebiet des Van-Sees umfasste und in der Nähe der Quelle des Euphrat. Jedoch ist nicht bekannt, wo die Assyrer die Quelle des Euphrat lokalisierten. Russell hält die Ebene von Muş, Hinis, Malazgirt, Eleşkirt und Ağrı für möglich, aber auch einen Nebenfluss des Kara Su.
Die Stele von Yoncalı trägt die Inschrift „Eroberer von Nairi von Tumme bis Daiaeni, Eroberer von Habhi bis zum Großen Meer“. Es könnte sich also um die in den Annalen erwähnte Siegesstele Salmanassers handeln. Melikišvili glaubt allerdings, dass die Stele die Lage von Tumme anzeigt. Nach der 1985 entdeckten Inschrift des Argišti I. aus Hanak, der nördlichsten bisher gefundenen urartäischen Inschrift könnte sich Daiaeni im Norden bis an die Grenze von Georgien erstreckt haben. Kinnier Wilson will Daiaeni in der Gegend von Erzurum ansiedeln. Auch Bruno Labat lokalisiert es in der Gegend von Erzurum.
Diaieni wird manchmal als „Land der Söhne des Daia oder Dia“ interpretiert, wahrscheinlich wegen der Schreibung mit dem m-Determinativ. Salvini weist jedoch darauf hin, dass ein Wechsel zwischen K.UR und m auch bei der Schreibung anderer transkaukasischer Länder zu finden ist. Dieser hypothetische Daia wurde mit dem armenischen Tayk/Taochi und dem georgischen Tao gleichgesetzt, der Hochebene Oltu im Nordosten von Erzurum.
Manche Forscher wollen Daiaeni mit Diaueḫe, einem Nachbarn Uratus im 8. Jahrhundert gleichsetzen. Kaukasiologe Heinz Fähnrich und einige andere fassen die beiden Länder unter dem Namen Diaochi zusammen.

## Herrscher
- Sieni unter Tiglat-Pileser I.
- Asia unter Salmanasar III.